# ケゴンアカバナ
ケゴンアカバナ（華厳赤花、学名：Epilobium amurense）は、アカバナ科アカバナ属の多年草。別名、シコタンアカバナという。

## 特徴
茎は細く直立して、高さは20-50cmになり、節間に2列の短い白い伏毛が密生する稜線があるほかは毛は無い。葉は下部では対生し、上部では互生する。葉身は薄く、長楕円形から楕円形で、長さ1.5-7cm、幅0.5-2.5mm、先端は鋭形かやや鈍形、縁には鋭い鋸歯があり毛が生え、基部は短い葉柄となる。葉の表面の葉脈上に毛が生える。
花期は7-8月。花は茎上部の葉腋から単生する。花の基部に細長くつく花柄状のものは、のちに果実になる子房で、花期は毛と腺毛がつくが果実期には無毛となる。萼は緑色で萼裂片は4個あり、裂片は長さ3.5-6mmになる。花は淡紅色から白紅色、花弁は4個あり、倒卵形で長さ4.5-8mmになり、先端が2浅裂する。雄蕊は8個あり、そのうち4個が長い。雌蕊の柱頭は球状になる。果実は4稜形の細長い蒴果で直立し、長さ1.5-7cmになり、しばしば茎の高さの超え、熟すると先端から裂開する。果柄は長さ0.3-1.3cmになる。種子は長さ0.8-1mmの線状楕円形で、細かい乳頭状突起があり、汚白色の冠毛状の長い毛（種髪）がつき、風によって飛ばされる。

## 分布と生育環境
日本では、南千島、北海道、本州、四国に分布し、亜高山帯の日当たりのよい乾いた斜面や渓流沿いに生育する。世界ではサハリン、ハバロフスク地方、カムチャツカ半島、千島列島、沿海地方、アムール、朝鮮半島、中国大陸、台湾、ヒマラヤに分布する。

## 名前の由来
和名のケゴンアカバナは、「華厳赤花」の意で、日光の華厳滝付近で採集されたもので記載されたことがあることによる。
種小名（種形容語）の amurense は、「アムール地方の」の意味。

## 下位分類
本種を分類上の基本種とする亜種にイワアカバナ（岩赤花、学名: Epilobium amurense Hausskn. subsp. cephalostigma (Hausskn.) C.J.Chen, Hoch et P.H.Raven）があり、全体にケゴンアカバナに似るが、茎の高さが25-100cmと全体に大きく、上部で多くの枝を分ける。日本では、南千島、北海道、本州、四国、九州に分布し、山間の渓流沿いややや乾いた斜面に生育する。

## ギャラリー

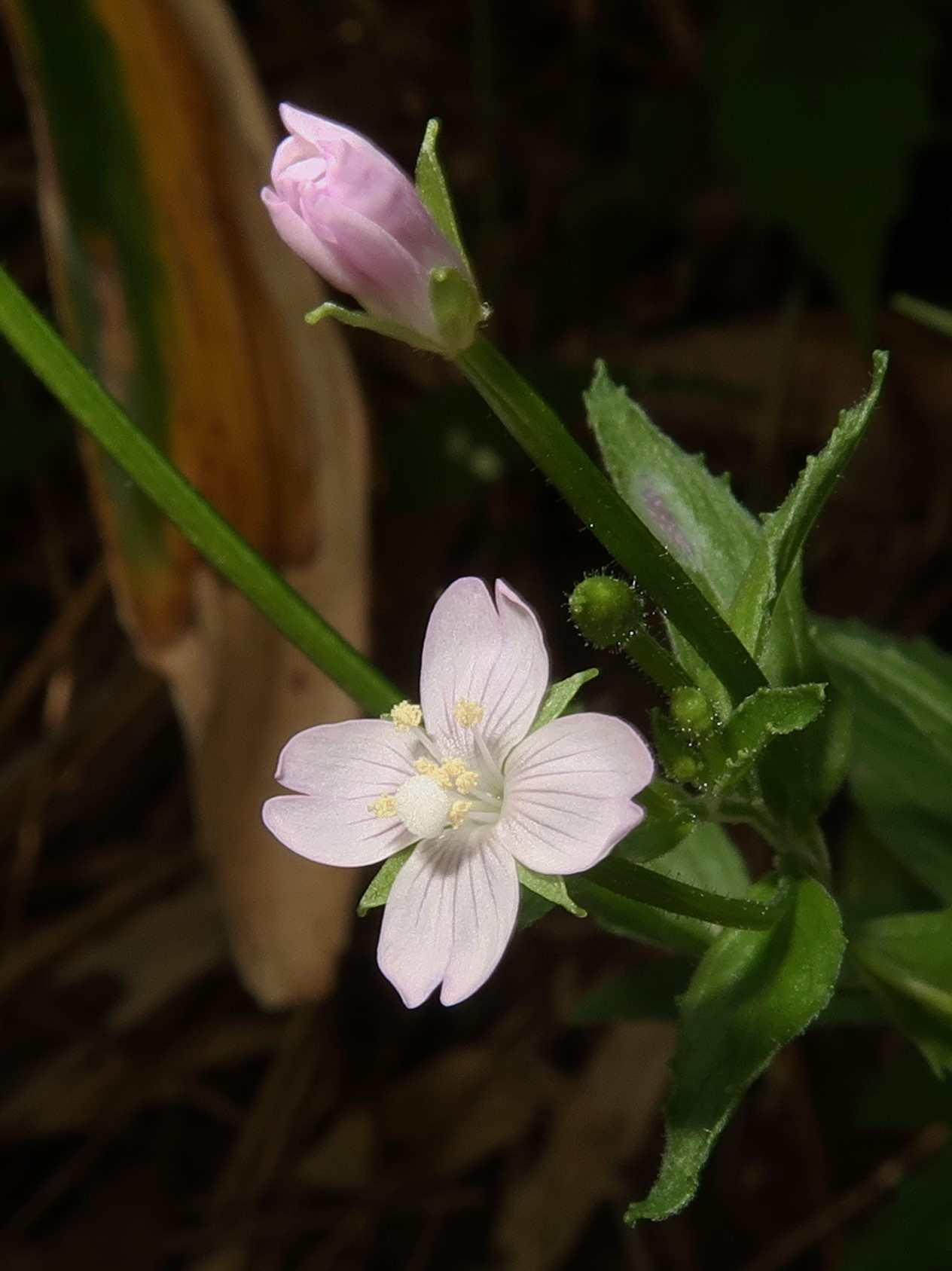
柱頭が球状になる。
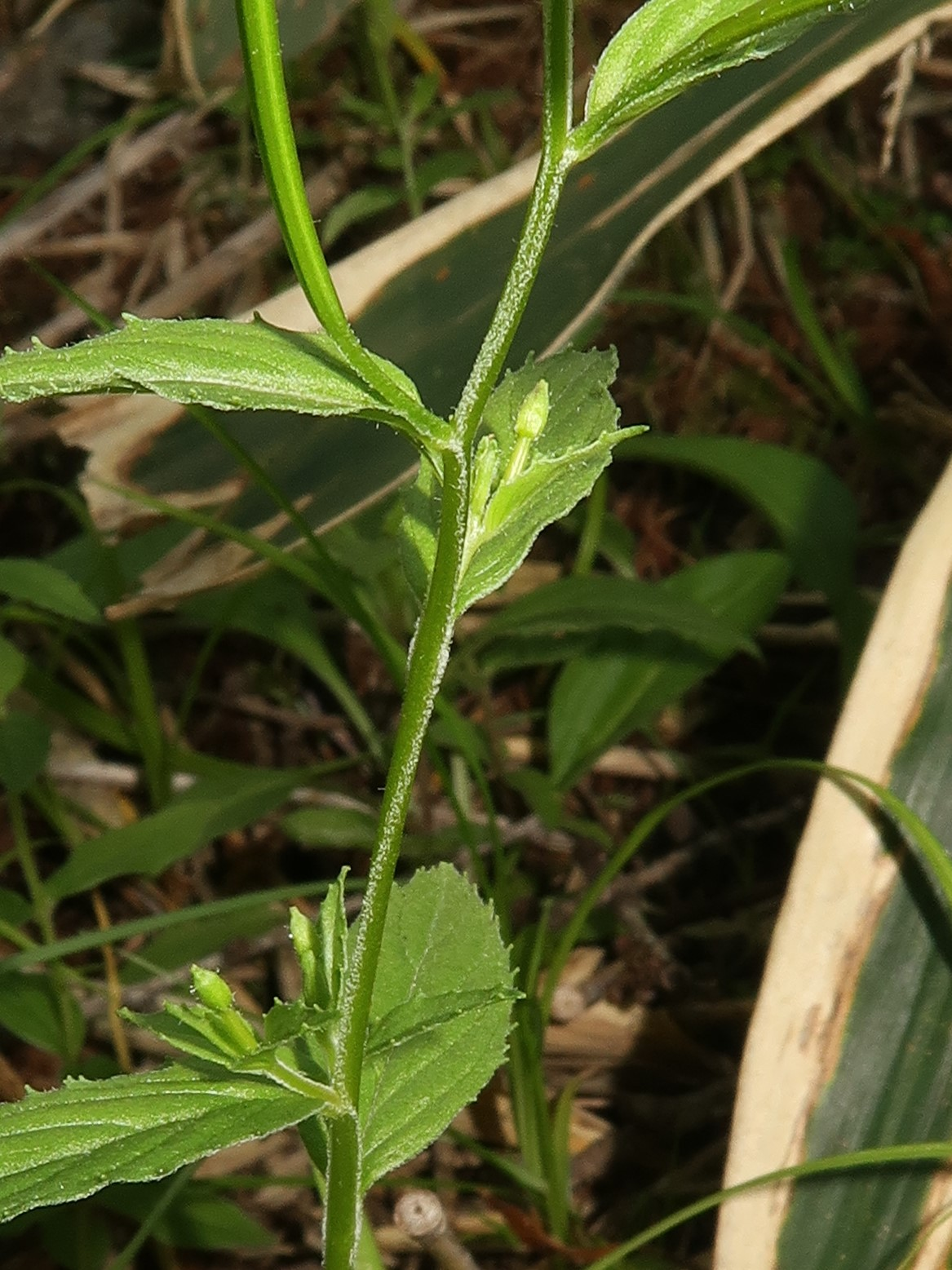
茎の節間に2列の毛が密生した稜線がある。